# La pecora nera (film 2010)
La pecora nera è un film del 2010 scritto, diretto ed interpretato da Ascanio Celestini, tratto dal suo libro omonimo, con Giorgio Tirabassi e Maya Sansa.

## Trama
"Il manicomio è un condominio di santi. So' santi i poveri matti asini sotto le lenzuola cinesi, sudari di fabbricazione industriale, santa la suora che accanto alla lucetta sul comodino suo si illumina come un ex voto. E il dottore è il più santo di tutti, è il capo dei santi, è Gesucristo".
La pecora nera è la storia di Nicola, che per 35 anni ha vissuto in manicomio, a contatto con coloro che lui preferisce chiamare "santi" invece che matti. Ripercorrendo la storia del protagonista sin da bambino, il film mostra uno spaccato della condizione di vita dei malati mentali in Italia, a partire dai "favolosi" anni sessanta, fino a giungere ai giorni nostri, nei quali il mondo interno dell'Istituto nel quale vive Nicola non è poi così diverso da quello all'esterno.

## Distribuzione
Il film è stato presentato in concorso alla 67ª Mostra internazionale d'arte cinematografica di Venezia e nei cinema dal 1º ottobre 2010.

## Riconoscimenti
Il film ha ricevuto numerosi riconoscimenti tra i quali il Premio Speciale della Giuria al festival Annecy cinéma italien, il Ciak d'Oro 2011 come Miglior Opera Prima (giugno 2011) e al Bobbio Film Festival 2011 il Premio "Gobbo d'oro" al Miglior Film (agosto 2011).
Ha ricevuto una candidatura ai Nastri d'argento per il miglior regista esordiente.
Ascanio Celestini vince il premio come migliore interpretazione maschile nella XXVIII edizione del Sulmonacinema Film Festival (dicembre 2010).
- Ciak d'oro - 2011
  - Miglior attore non protagonista a Giorgio Tirabassi[2]
  - Migliore opera prima ad Ascanio Celestini[2]